# Basilika der Märtyrer von Uganda (Namugongo)

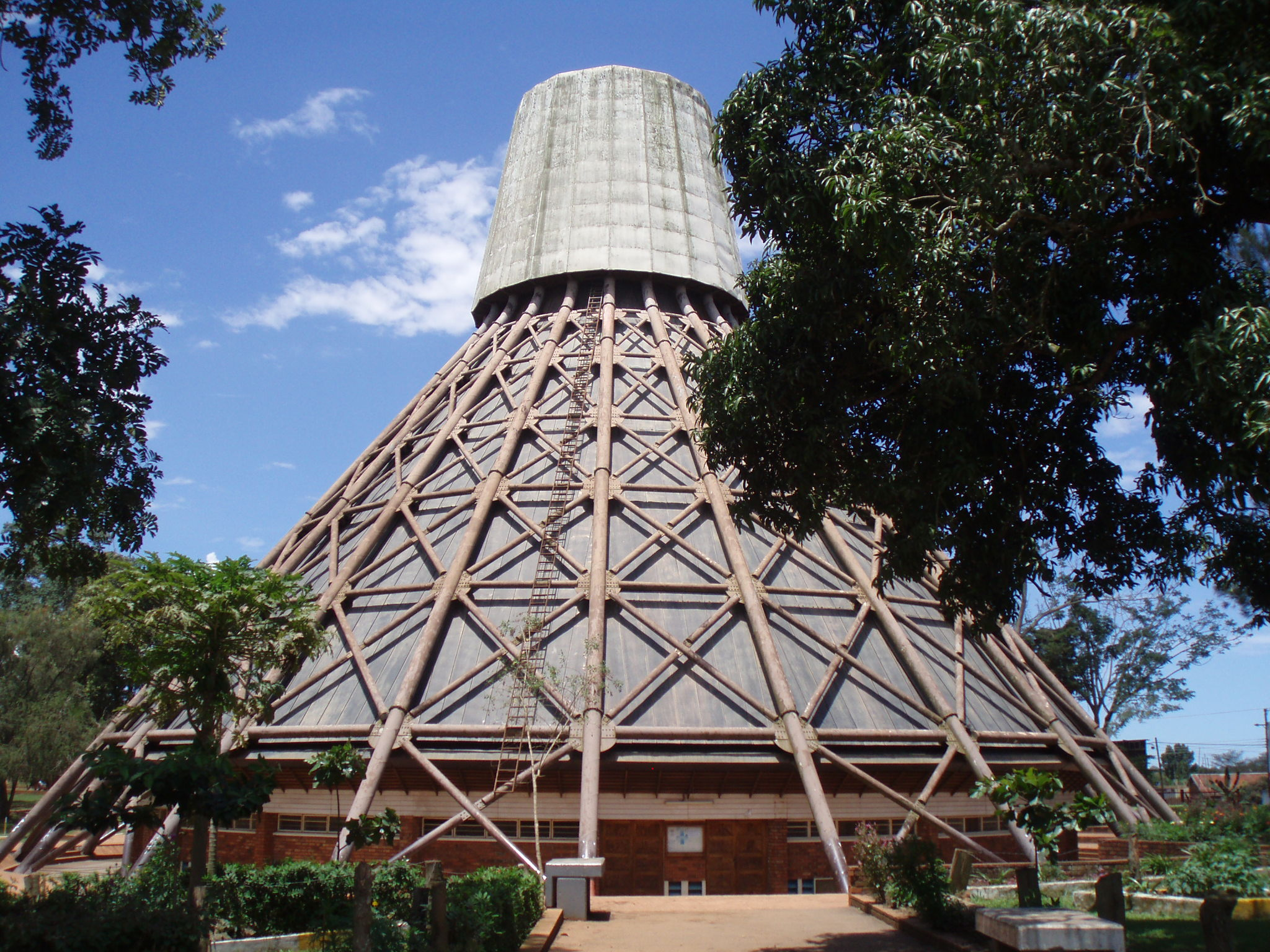
Außenansicht der Basilika der Märtyrer von Uganda

Die Basilika der Märtyrer von Uganda ist eine römisch-katholische Kirche im Wallfahrtsort Namugongo nordöstlich von Kampala, Uganda. Die zum Erzbistum Kampala gehörende Kirche ist den Märtyrern von Uganda gewidmet und trägt den Titel einer Basilica minor.

## Märtyrerstätte
Der Ort Namugongo war früher die Richtstätte des Königreichs Buganda für schwere Vergehen. 1886 wurden hier 14 der 22 Uganda-Märtyrer um den Heiligen Karl Lwanga auf Befehl des Königs Mwanga lebendig verbrannt, weil sie sich geweigert hatten, ihrem christlichen Glauben abzuschwören. Am 6. Juni 1920 sprach Papst Benedikt XV. die Uganda-Märtyrer selig, am 8. Oktober 1964 wurden sie durch Papst Paul VI. heiliggesprochen. Er ehrte die Märtyrer am 2. August 1969 mit einer Pilgerreise, dem ersten Besuch eines Papstes auf dem afrikanischen Kontinent. Weiterhin zählt die Anglikanische Kirche hier 23 Märtyrer aus der gleichen Zeit.

## Basilika

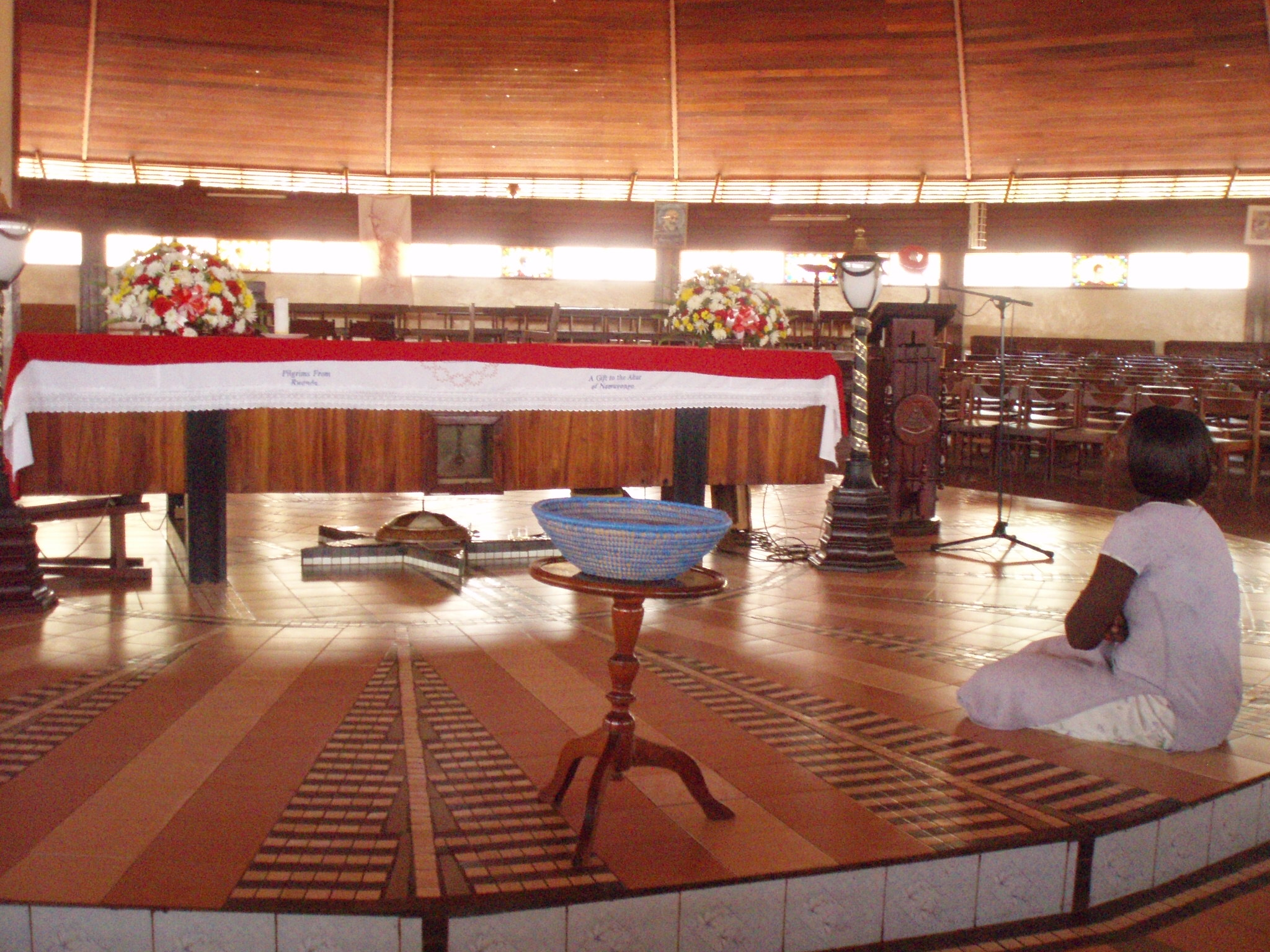
Altarraum der Basilika

Im Jahre 1935 gründeten die Mill-Hill-Missionare an der Märtyrerstätte eine katholische Gemeinde mit einer kleinen Pfarrkirche. An deren Stelle wurde das heutige Heiligtum nach Plänen des Schweizer Architekten Justus Dahinden errichtet. Ausführender Bauingenieur war das Schweizer Büro Stucki + Hofacker. Die Rotunde mit einem Durchmesser von 30 Metern und 22 Säulen hat die Form einer afrikanischen Hütte. Die hölzernen Türen zeigen die Geschichte der Märtyrer. Die Kirche bietet mit ihrem kreisförmig angeordneten Gestühl etwa 1000 Gläubigen Platz. Der Bau wurde 1967 begonnen und 1973 im Beisein des Papstgesandten Sergio Kardinal Pignedoli fertiggestellt und offiziell eröffnet. Als Papst Johannes Paul II. am 7. Februar 1993 bei seinem sechstägigen Besuch in Uganda eine Wallfahrt nach Namugongo machte, erhob er das Heiligtum in den Rang einer Basilica minor.
Auf seiner Afrikareise 2015 feierte Papst Franziskus hier eine Messe.